# (10021) Henja
(10021) Henja est un astéroïde de la ceinture principale.

## Description
(10021) Henja est un astéroïde de la ceinture principale. Il fut découvert le 22 août 1979 à La Silla par Claes-Ingvar Lagerkvist. Il présente une orbite caractérisée par un demi-grand axe de 2,35 UA, une excentricité de 0,17 et une inclinaison de 11,7° par rapport à l'écliptique.
Il a été nommé Henja en l'honneur de Karin Henja.

## Compléments